# Rodrigo Ely
Rodrigo Ely (Lajeado, 3 de novembro de 1993) é um futebolista ítalo-brasileiro que atua como zagueiro. Atualmente defende o Grêmio.

## Carreira

### Grêmio e Milan
Após ter atuado pelas categorias de base do Grêmio entre 2008 e 2010, Rodrigo Ely, que tem nacionalidade italiana, foi para o Milan.

### Reggina
Em 24 de julho de 2012, Rodrigo Ely se juntou ao Reggina em um empréstimo de uma temporada.

### Varese
Em 16 de julho de 2013, o Milan confirmou que haviam chegado a um acordo para o empréstimo de uma temporada de Rodrigo Ely para o Varese.

### Avellino
Em 21 de julho de 2014, Rodrigo Ely transferiu-se ao Avellino em transferência livre e teve atuação destacada na bela campanha na Série B Italiana, sendo uma das lideranças da equipe.

### Retorno ao Milan
Depois de performances impressionantes com Avellino na temporada 2014–15, o Milan decidiu trazê-lo de volta para o San Siro em 10 de junho de 2015, onde assinou novo contrato que o manteria no clube até 30 de junho de 2019.

### Alavés
Em janeiro de 2017, Rodrigo Ely foi emprestado pelo Milan ao Alavés. Ao final da temporada, após se destacar, o zagueiro foi comprado pelo clube espanhol junto ao clube italiano por 2,8 milhões de euros.

### Nottingham Forest
Em 2 de setembro de 2021, Ely assinou um contrato de um ano com o Nottingham Forest, como uma transferência gratuita, em 31 de janeiro de 2022, foi anunciado que Forest e Ely concordaram mutuamente em rescindir seu contrato com o clube, sem que ele tivesse jogado uma partida oficial.

### Retorno ao Grêmio
No dia 1 de agosto de 2023, após 13 anos da sua saída ainda nas categorias de base, foi anunciado o seu retorno ao Grêmio.

## Seleção Nacional

### Itália
Rodrigo Ely foi convocado para defender a Seleção Italiana Sub-19 de Sub-e Sub-20, onde destacou-se chegando, inclusive, a ser capitão da equipe.

### Brasil
No entanto seu coração brasileiro falou mais alto. Foi convocado diversas vezes para a Seleção Brasileira em preparação para as Olimpíadas do Rio de Janeiro onde tem feitos grandes partidas e se destacando pela sua imposição física e grande espírito de liderança.

## Estatísticas
Atualizadas até 20 de dezembro de 2020

### Clubes
| Equipe            | Temporada         | Campeonato nacional | Campeonato nacional | Campeonato nacional | Copa nacional[a] | Copa nacional[a] | Copa nacional[a] | Competições continentais[b] | Competições continentais[b] | Competições continentais[b] | Outros torneios[c] | Outros torneios[c] | Outros torneios[c] | Total | Total | Total   |
| Equipe            | Temporada         | Jogos               | Gols                | Assist.             | Jogos            | Gols             | Assist.          | Jogos                       | Gols                        | Assist.                     | Jogos              | Gols               | Assist.            | Jogos | Gols  | Assist. |
| ----------------- | ----------------- | ------------------- | ------------------- | ------------------- | ---------------- | ---------------- | ---------------- | --------------------------- | --------------------------- | --------------------------- | ------------------ | ------------------ | ------------------ | ----- | ----- | ------- |
| Reggina           | 2012–13           | 27                  | 1                   | 1                   | 3                | 0                | 0                | —                           | —                           | —                           | —                  | —                  | —                  | 30    | 1     | 1       |
| Reggina           | Total             | 27                  | 1                   | 1                   | 3                | 0                | 0                | 0                           | 0                           | 0                           | 0                  | 0                  | 0                  | 30    | 1     | 1       |
| Varese            | 2013–14           | 39                  | 0                   | 3                   | 2                | 0                | 0                | —                           | —                           | —                           | —                  | —                  | —                  | 41    | 0     | 3       |
| Varese            | Total             | 39                  | 0                   | 3                   | 2                | 0                | 0                | 0                           | 0                           | 0                           | 0                  | 0                  | 0                  | 41    | 0     | 3       |
| Avellino          | 2014–15           | 33                  | 0                   | 0                   | 2                | 0                | 0                | —                           | —                           | —                           | —                  | —                  | —                  | 35    | 0     | 0       |
| Avellino          | Total             | 33                  | 0                   | 0                   | 2                | 0                | 0                | 0                           | 0                           | 0                           | 0                  | 0                  | 0                  | 35    | 0     | 0       |
| Milan             | 2015–16           | 3                   | 0                   | 0                   | 1                | 0                | 0                | —                           | —                           | —                           | —                  | —                  | —                  | 4     | 0     | 0       |
| Milan             | 2016–17           | 0                   | 0                   | 0                   | 0                | 0                | 0                | —                           | —                           | —                           | 0                  | 0                  | 0                  | 0     | 0     | 0       |
| Milan             | Total             | 3                   | 0                   | 0                   | 1                | 0                | 0                | 0                           | 0                           | 0                           | 0                  | 0                  | 0                  | 4     | 0     | 0       |
| Alavés            | 2016–17           | 10                  | 1                   | 0                   | 1                | 0                | 0                | —                           | —                           | —                           | —                  | —                  | —                  | 11    | 1     | 0       |
| Alavés            | 2017–18           | 31                  | 1                   | 0                   | 5                | 0                | 1                | —                           | —                           | —                           | —                  | —                  | —                  | 36    | 1     | 1       |
| Alavés            | 2018–19           | 5                   | 0                   | 0                   | 0                | 0                | 0                | —                           | —                           | —                           | —                  | —                  | —                  | 5     | 0     | 0       |
| Alavés            | 2019–20           | 25                  | 2                   | 0                   | 0                | 0                | 0                | —                           | —                           | —                           | —                  | —                  | —                  | 25    | 2     | 0       |
| Alavés            | 2020–21           | 8                   | 1                   | 0                   | 0                | 0                | 0                | —                           | —                           | —                           | —                  | —                  | —                  | 8     | 1     | 0       |
| Alavés            | Total             | 79                  | 5                   | 0                   | 6                | 0                | 1                | 0                           | 0                           | 0                           | 0                  | 0                  | 0                  | 85    | 5     | 1       |
| Total na carreira | Total na carreira | 181                 | 6                   | 4                   | 14               | 0                | 1                | 0                           | 0                           | 0                           | 0                  | 0                  | 0                  | 195   | 6     | 5       |

- a. ^ Jogos da Copa da Itália e Copa do Rei
- b. ^ Jogos da Liga Europa da UEFA
- c. ^ Jogos da Supercopa da Itália

## Títulos
Milan
- Supercopa da Itália: 2016

Grêmio
- Campeonato Gaúcho: 2024
- Recopa Gaúcha: 2025